# بلوک حافظه پاسخ مصون
بلوک حافظه پاسخ مصون (Replay Protected Memory) (RPMB) به عنوان وسیله ای برای سیستم ذخیره داده‌ها در منطقه خاص حافظه به صورت احراز هویت شده و مجدداً محافظت شده‌است، ارائه می‌شود و فقط از طریق دسترسی‌های خواندن و نوشتن با موفقیت تأیید اعتبار موفق می‌شود. داده‌ها ممکن است توسط میزبان رونویسی شوند، اما هرگز قابل پاک شدن نیستند.

## استفاده در سیستم‌های محاسباتی
از آنجا که RPMB مقاوم در برابر دستکاری است، می‌توان از آن به عنوان یک وسیله ذخیره‌سازی برای انواع اهداف مهم داده در سیستم جاسازی شده استفاده کرد:
- مکانی برای نوشتن داده‌های «دائمی» و/یا «از قبل برنامه ریزی شده» روی یک سیستم بدون ذخیره‌سازی رام قابل‌برنامه‌ریزی، یا اگر داده‌ها برای آن بسیار بزرگ باشد.
- همراه با رمزگذاری و فیوزهای سخت‌افزاری، می‌توان از آن برای ساختن راه حل ذخیره‌سازی محیط اجرای قابل اطمینان نیز استفاده کرد[۲]
- محافظت در برابر بازگشت داده‌های نسخه (کلیدها، پرونده‌های رمزگذاری شده، نرم‌افزار و غیره) به به)[۳]
- ذخیره‌سازی برای یک برنامه قابل اعتماد[۳]

برخی از سیستم عامل‌ها مانند لینوکس ممکن است یک درایور عمومی برای دسترسی به دستگاه RPMB متصل به eMMC (MultiMediaCard) ارائه دهند. با این حال، در موارد دیگر دسترسی به RPMB از طریق یک درایور اختصاصی کنترل می‌شود. برای دسترسی به داده‌ها ممکن است به جای یک برنامه معمولی، از یک برنامه معتمد استفاده شود.

## آدرس واحد منطقی
مشخصات UFS یک «LUN معروف» تخصیص می‌دهد، مشخص کننده ۴۴ ساعت برای دستگاه RPMB. این را می‌توان به صورت زیر نشان داد:
- UFS LUN: WLUN_ID (80h) | UNIT_NUMBER_ID = C4h
- SCSI LUN 64 بیتی: WLUN_ID (C1h) | UNIT_NUMBER_ID = C1h 44h 00h 00h 00h 00h 00h 00h

## چیدمان حافظه
یک دستگاه RPMB بخش‌های حافظه زیر را تأمین می‌کند:
| بخش             | دسترسی          | اندازه                  |
| --------------- | --------------- | ----------------------- |
| کلید احراز هویت | فقط برای نوشتن  | ۳۲ بایت                 |
| شمارنده بنویس   | فقط خواندنی     | ۴ بایت (۳۲ بیت)         |
| منطقه داده      | بخوانید/بنویسید | چند برابر ۱۲۸ کیلوبایت* |

* این حداقل تعیین شده توسط مشخصات است، اندازه بلوک واقعی بستگی به اجرای ارائه دهنده فلش دارد.